# Ahab (Moby Dick)
Ahab es un personaje ficticio y uno de los protagonistas de Moby Dick (1851) de Herman Melville. Es el capitán monomaníaco del ballenero Pequod. En un viaje anterior, la ballena blanca Moby Dick le amputó una pierna a Ahab, quien ahora lleva una prótesis hecha de hueso de ballena. El viaje ballenero del Pequod participa en su búsqueda de venganza contra la ballena, ya que Ahab convence a los miembros de la tripulación a apoyar su fanática misión. Cuando finalmente avistan a Moby Dick, el odio de Ahab le quita toda precaución, la ballena lo arrastra hasta su muerte bajo el mar y hunde el Pequod.
El biógrafo de Melville, Andrew Delbanco, llama a Ahab "una personificación brillante de la esencia misma del fanatismo". El erudito F. O. Matthiessen llama la atención sobre el hecho de que Ahab es llamado un "hombre impío, parecido a un dios". La "tragedia de Ahab es la de una voluntad no regenerada" cuya "mente ardiente está excluida de la exuberancia del amor" y sostiene que "permanece condenado". El escritor D. H. Lawrence sintió poca simpatía por Ahab y consideró que la ballena debería haberle "arrancado ambas piernas y un poco más".
El personaje de Ahab fue creado bajo la influencia de la conferencia de Samuel Taylor Coleridge sobre Hamlet y figuras de la literatura bíblica y clásica como Shakespeare y Milton. Su prótesis, por ejemplo, ha sido vista como una alusión al mito de Edipo.
Ahab está firmemente establecido en la cultura popular a través de dibujos animados, cómics, películas y obras de teatro. Uno de los casos más famosos es que le proporcionó a J. M. Barrie el modelo para su personaje del capitán Garfio, que está obsesionado no con una ballena sino con un cocodrilo.

## Biografía
Ahab fue nombrado así por su madre viuda y loca, que murió cuando él tenía doce meses. La etimología del nombre Ahab deriva del hebreo, que significa "hermano del padre", como se cita en Bible Hub. A los 18 años, Ahab se hizo a la mar por primera vez como niño arponero. Hace menos de tres viajes, Ahab se casó con una muchacha dulce y resignada, con quien tiene un hijo pequeño. Ha estado en universidades y entre caníbales, y ha visto maravillas más profundas que las olas. Ha fijado su lanza, la más afilada y segura de la isla de Nantucket, contra enemigos más extraños que las ballenas.
Hace años, Peleg, ahora copropietario del Pequod, navegó como segundo oficial de Ahab. Durante ese viaje, un tifón cerca de Japón hizo caer sus tres mástiles por la borda. En cada momento la tripulación pensaba que el barco se hundiría y el mar rompía sobre el barco. Sin embargo, en lugar de pensar en la muerte, el capitán Ahab y Peleg pensaron en cómo salvar a todos y cómo instalar mástiles temporales para llegar al puerto más cercano y hacer reparaciones.
Antes de que el barco zarpe de Nantucket, Ismael se encuentra con un hombre llamado Elijah que le cuenta algunos de los hechos pasados de Ahab. Según Elías, Ahab estuvo una vez al borde de la muerte durante tres días y tres noches cerca del Cabo de Hornos, participó en una batalla mortal contra las fuerzas españolas ante un altar en Santa y escupió en su cáliz de plata. Ahab perdió una pierna durante su viaje ballenero más reciente, lo que lo dejó con un carácter sombrío y un fuerte deseo de venganza contra Moby Dick.
Además de la pierna protésica, Ahab tiene una marca que recorre un lado de su cara y cuello: “Apareciendo entre sus cabellos grises, y continuando por un lado de su cara y cuello tostados y leonados, hasta que desapareció. en su ropa se veía una delgada marca en forma de vara, lívidamente blanquecina. Se parecía a esa costura perpendicular que a veces se hace en el tronco recto y elevado de un gran árbol, cuando el relámpago superior se precipita hacia abajo... dejando el árbol aún verdemente vivo, pero marcado” (Moby Dick, pág. 129.) La marca y sus orígenes (ya sea una marca de nacimiento, una cicatriz de una herida u otro) rara vez se mencionan o discuten. La pierna de Ahab incluye un pequeño parche plano que usa como pizarra para hacer cálculos de navegación. Las tablas de la cubierta de Pequod han sido perforadas con agujeros poco profundos, del mismo diámetro que el extremo inferior, para permitirle estabilizarse contra el movimiento del barco. Mientras está en el mar, recurre al carpintero y al herrero del barco para que le diseñen una pierna de repuesto y accesorios después de dañar la que lleva.
Ahab tiene 58 años en el momento del último viaje del Pequod. Peleg y Bildad pilotean el barco fuera del puerto, y Ahab aparece por primera vez en cubierta cuando el barco ya está en el mar. En lugar de embarcarse en un viaje ballenero normal, Ahab declara que busca venganza y clava un doblón en el mástil, como recompensa para el miembro de la tripulación que avista por primera vez a Moby Dick. A medida que avanza el viaje, Ahab abandona gradualmente las comodidades físicas de su vida, simbolizadas por acciones como tirar su pipa por la borda y entregar sus navajas de afeitar al herrero del barco para que las use en la forja de un arpón especial que pretende usar contra Moby Dick. Cuando finalmente se avista la ballena, comienza una desastrosa persecución de tres días. Ahab lanza su arpón y hiere a Moby Dick, pero el hilo se enrolla alrededor de su cuello y lo arrastra fuera de su bote cuando la ballena se zambulle, ahogándolo.
Peleg se refiere respetuosamente a Ahab como un "hombre grandioso, impío y parecido a un dios", pero también lo apodan "Viejo Trueno". El cauteloso y pragmático Starbuck es un personaje que ve a la ballena simplemente como un animal y reconoce el peligro físico y moral de la obsesión de Ahab. Lo amonesta por buscar venganza contra Moby Dick, diciendo: "Estar enojado con una cosa tonta, Capitán Ahab, parece blasfemo”.

## Concepto y creación
Según el biógrafo de Melville, Leon Howard, "Ahab es un héroe trágico de Shakespeare, creado según la fórmula de Coleridge". La creación de Ahab, que aparentemente no deriva de ningún capitán bajo el cual Melville navegó, estuvo fuertemente influenciada por la observación en la conferencia de Samuel Taylor Coleridge sobre Hamlet de que "uno de los modos de Shakespeare de crear personajes es concebir cualquier personaje intelectual". o facultad moral en exceso mórbido, y luego colocarse... así mutilado o enfermo, en determinadas circunstancias". Cada vez que el narrador ' Moby Dick comenta sobre el capitán Ahab como una creación artística, aparece el lenguaje de la conferencia de Coleridge: "para nada le resta mérito, considerado dramáticamente, ya sea por nacimiento u otras circunstancias, tiene lo que parece la mitad de -Morbosidad intencional que domina en el fondo de su naturaleza. Todos los hombres "trágicamente grandes", dice Ismael, "lo son gracias a cierto morbo". Toda grandeza mortal "no es más que enfermedad ".
El discurso de Ahab combina el arcaísmo cuáquero con el lenguaje de Shakespeare para servir como "un análogo local del verso en blanco".
La muerte de Ahab parece estar basada en un hecho real. El 18 de mayo de 1843, Melville estaba a bordo del The Star que zarpó hacia Honolulu. A bordo iban dos marineros del barco Nantucket que podrían haberle dicho que habían visto a su segundo oficial "sacado de un ballenero por una línea de falta y ahogado, al igual que el capitán Ahab de Moby Dick ".

## Ahab considerado alegóricamente
El carácter de Ahab está moldeado por patrones míticos y literarios que se superponen y refuerzan mutuamente de una manera tan complementaria que "la aparente ironía de una alusión es frecuentemente la verdad de otra". Por ejemplo, las alusiones a Edipo, que dan cuerpo a la ignorancia y la falta de autoconocimiento de Ahab, se complementan con referencias a Narciso, que evocan las causas psicológicas de su ignorancia. El uso que hace Ahab de una pala como muleta en el capítulo 70, "La Esfinge", recuerda al lector que está cojo, como Edipo, y también herido, como Prometeo. Sin embargo, se debe considerar a Ahab tanto en relación con las alusiones como en contraste con los demás personajes.

### Rey Ahab (Antiguo Testamento)
Ahab lleva el nombre de la historia bíblica de Ajab en los Libros de los Reyes 16:28–22:40, el malvado gobernante adorador de ídolos. Esta asociación incita a Ismael a preguntar, después de escuchar por primera vez el nombre de Ahab: "Cuando mataron a ese rey malvado, los perros, ¿no lamieron su sangre?" Es reprendido por uno de los colegas de Ahab, quien señala que "no se nombró a sí mismo".
Para la alegoría de Melville, lo más importante era que Ahab "hizo lo malo ante los ojos del Señor más que todos los que fueron antes de él" en 16:30-31. El Ahab bíblico presagia el trágico final del capitán Ahab y la dualidad esencial de su carácter. Ambos Ahab son astutos en sus asociaciones seculares. El capitán tiene éxito en la caza de ballenas, con un historial de cuarenta años. "La prueba misma de este éxito", observa Nathalia Wright, "es fantásticamente parecida a la de la historia del rey Ahab: también el capitán Ahab vive en una casa de marfil, 'el Pequod de marfil ', como se le llama a menudo, adornada con trofeos de huesos y dientes de ballena de viajes rentables." El último viaje del barco, sin embargo, no es enteramente comercial: desde el momento en que Ahab coloca el doblón de oro en el mástil, se convierte en una persecución de un enemigo percibido, bajo un capitán incapaz de ceder. El rey Ahab, un político capaz pero patrón de dioses extranjeros, ofendió a Jehová (YHWH) al presentar a Baal como un dios. Jehová no toleró a otros dioses y se las arregló con falsos profetas para destruir al rey Ahab.
Al igual que su epónimo, el capitán Ahab adora a dioses paganos, en particular al espíritu del fuego. Fedallah el parsi, su arponero, es un zoroástrico adorador del fuego. Fedallah hace tres profecías sobre la muerte de Ahab:
- Que antes de morir, debe ver dos coches fúnebres, uno no hecho por manos humanas y otro construido con madera americana.
- Que Fedallah morirá antes que él y le servirá como piloto hasta la muerte.
- Que solo el cáñamo puede matarlo

Ahab interpreta que estas profecías significan que no puede morir en la tierra ni en el mar, pero resultan ser predicciones precisas aunque crípticas de su muerte. Fedallah es arrastrado por el barco ballenero de Ahab durante la persecución final de tres días, y Ahab luego ve su cadáver atado a Moby Dick con un arpón. La ballena resulta ser el primero de los dos coches fúnebres; el Pequod se convierte en el segundo cuando se hunde con la pérdida de todos los tripulantes a bordo. La línea alrededor del cuello de Ahab sirve como cáñamo fatal, y la inmersión final de Moby Dick le permite a Fedallah llevar a Ahab a su muerte.

### El rey Lear (Shakespeare)
Charles Olson menciona tres modos de locura en El rey Lear, el del Rey, el del Loco y el de Edgar, alegorizados en el libro, con Ahab asumiendo el papel de Lear y Pip los papeles del Loco y de Edgar. Melville expone sus puntos a través de contrastes con Shakespeare. Olson identifica el tifón del capítulo 119, "Las velas", con la tormenta de Lear. "Ahab, a diferencia de Lear", observa Olson, "no descubre en esta noche de tormenta su amor por sus compañeros desgraciados. Por el contrario, esta noche Ahab descubre todo su odio". Más tarde, en el capítulo 125, "El tronco y la línea", Ahab le dice a Pip, en las palabras de Lear a su Loco: "Tocas mi centro más íntimo, muchacho; estás atado a mí por cuerdas tejidas con las cuerdas de mi corazón". ". Si bien Sweeney respalda la identificación de Olson, considera exagerada la afirmación de que Ahab aprende de su grumete tal como Lear lo hace del Loco. Ahab aprende "poco o nada" a lo largo del libro.

### Satán (Milton)
El Satán de Milton "no es el menor elemento que compone al capitán Ahab", dice Nathalia Wright. Las palabras con las que Ismael y Starbuck lo retratan (infiel, impío, diabólico, blasfemo) lo describen como un rebelde imponente.
En "Las velas" (cap. 119), el arpón de Ahab se llama "dardo de fuego". La frase está tomada del libro XII de El paraíso perdido de John Milton, como reconoció Henry F. Pommer, donde Michael prometió a Adán "una armadura espiritual, capaz de resistir/ los ataques de Satanás, y apagar sus dardos de fuego" (XII, 491-2). Pommer sostiene que la obra de Milton fue más inmediata que la de Shakespeare, porque si bien algunos de los soliloquios de Melville parecen encontrar sus prototipos en Shakespeare, "hay un ligero paso del monólogo dramático al pensamiento ficticio", y Milton "ya había dado ese paso, utilizando, en su propia narrativa extendida, soliloquios precisamente como los de Melville".
Otras alusiones identifican a Ahab con Satanás. La escena de Milton ambientada en el infierno incluye las líneas "Su apetito con ráfaga, en lugar de fruta/Masticaron cenizas amargas, que el ofendido saborea/Con ruido de salpicaduras rechazó" (X, 565–567), y el capítulo de Moby Dick. 132, "La Sinfonía", dice "como un árbol frutal arruinado, él [Ahab] sacudió y arrojó al suelo su última manzana carbonizada ". El último día de la persecución, Ahab evoca la Creación: ""¡Qué hermoso día otra vez! si fuera un mundo recién creado, y sirviera de casa de verano para los ángeles, y esta mañana fuera el primero en abrirse para ellos, no podría amanecer un día más hermoso en ese mundo. "Más tarde, ese mismo día, Moby Dick, "parecía poseído por todos los ángeles caídos del cielo", hunde el barco. Tashtego clava un halcón en el mástil: "Y así, el pájaro del cielo, con chillidos arcangélicos, y su imperial Con el pico levantado hacia arriba, y toda su forma cautiva envuelta en la bandera de Ahab, se hundió con su barco, el cual, como Satanás, no se hundiría en el infierno hasta que hubiera arrastrado consigo una parte viva del cielo y se hubiera puesto un casco con él. "Pommer encuentra "el más impresionante de todos" el latín del capítulo 113, "La fragua", con el que Ahab grita:" Ego non baptizo te in nomine patris, sed in nomine diaboli. "("Yo no te bautizo en el nombre del Padre sino en el nombre del diablo").
La cicatriz de Ahab puede haber sido modelada según la descripción del rostro de Satanás, que "tenía profundas cicatrices de trueno".
La grandeza y la aflicción tanto de Satanás como de Ahab residen en el orgullo. "La persona orgullosa", explica Pommer, "creyendo que merece un trato apropiado a su dignidad autoinflada, rápidamente se enoja cuando recibe un trato menos bienvenido. Ante la exaltación del Mesías, Satanás 'no pudo soportar/Por orgullo esa vista, y se pensó perjudicado'”. El “sentido de mérito perjudicado” de Satanás se informa en su primer discurso en el infierno. La historia de Ahab, causada por Moby Dick mordiéndole la pierna, sigue el mismo patrón psicológico de estar espiritual y físicamente deteriorado.

### Prometeo (Esquilo)
Superpuesta a Lear, la escena del tifón en "Las velas" también parece ser la recreación que hace Melville del mítico robo del fuego. Prometeo logró su robo ocultando sigilosamente la chispa divina en un tallo de hinojo. En contraste, "el robo de Ahab es un acto audazmente desafiante, ubicado en medio de la naturaleza elemental en furiosa erupción". Todo el negocio de la caza de ballenas es un robo de fuego, ya que el aceite del cachalote se utiliza como combustible para las llamas. La caza de la ballena blanca, descrita por Ismael como "la caza ardiente", representa, por tanto, un conflicto con una deidad; de ahí las referencias a Moby Dick como un dios. Ahab agitando el arpón de fuego es el "equivalente modificado de Melville del contrabando del cielo por parte de Prometeo con el tallo de hinojo cargado de fuego". Tanto Prometeo como Ahab intentan alterar o revertir "el diseño sobrenatural, y aquí radica el colmo de su trágica arrogancia". Prometeo, convencido erróneamente de que Zeus planeaba la destrucción del hombre, robó el fuego para contravenir la voluntad del dios; Ahab, pensando que su mente puede penetrar el misterio del mal, está convencido de que matar a Moby Dick "expulsará el mal del cosmos".
En una tragedia, un héroe tiene un homólogo loco: Prometeo tiene a Io, Moby Dick tiene a Pip. La locura de Io y la de Pip son provocadas por su contacto involuntario con los elementos primarios o con la deidad. "El Pip que baila y agita su pandereta ante el ataúd de Queequeg", compara Sweeney, "es claramente un maníaco, completamente desapegado de su personalidad anterior". Asimismo, Io, torturada por el tábano, "irrumpe en el escenario en una danza salvaje... Mientras está en el escenario, Io habla con un frenesí inconexo muy parecido al de Pip".

### Edipo (Sófocles)
En "Las velas", Ahab queda temporalmente ciego, en alusión al mito de Edipo. En el capítulo "La esfinge", Ahab se encuentra ante la cabeza de un cachalote que cuelga del costado de su barco: "parecía que la esfinge estaba en el desierto". Ahab ordena al jefe que "nos diga el secreto que hay en ti". Aquí Ahab se parece a Edipo y al monstruo de Tebas, sobre todo porque utiliza una pala como muleta y como herramienta para diseccionar la ballena. El bastón de Edipo, señala Sweeney, es a la vez "una herramienta para caminar y el arma homicida con la que mató a su padre". Los lados prometeico y edípico de Ahab se conectan en este capítulo a través de la muleta. Además de esto, se alude a la ceguera. Edipo y Ahab son inteligentes e ignorantes al mismo tiempo, excesivamente orgullosos y ambos se enfrentan a un enigma (el misterio del mal).

### Narciso (Ovidio)
El capítulo inicial contiene una alusión ampliada a "esa historia de Narciso, quien, al no poder captar la imagen suave y atormentadora que vio en la fuente, se sumergió en ella y se ahogó" (Cap. 1, "Avecinas"). Ahab no se da cuenta de que la malicia que ve en la Ballena Blanca es la suya propia, "proyectada salvajemente". Su autoengaño narcisista (no es consciente de que se ve a sí mismo en la ballena) complementa "su autoignorancia edípica" (no sabe quién es realmente). El mito de Narciso también explica por qué Ahab, a diferencia de Edipo, sigue siendo ignorante de sí mismo. Mientras dos mensajeros iluminan a Edipo y lo separan de su obsesión, Narciso y Ahab nunca son interrumpidos en la suya. El contraste entre Narciso y Ahab es que el primero contempla una imagen hermosa que ama, mientras que Ahab proyecta una imagen malvada que odia, lo que Sweeney llama "una inversión irónica por parte de Melville". En varios aspectos, Ahab y Moby Dick se parecen entre sí:
- Ambos están descritos con imágenes de realeza, divinidad y arqueología.
- Ambos comparten rasgos físicos, tienen cicatrices o heridas y cada uno tiene una frente o frente prominente.
- Ambos comparten las mismas características internas: aislados, testarudos, vengativos, rápidamente enfurecidos.
- Finalmente, ambos son "en última instancia incognoscibles". Según Ismael en "La Nuez", todas las cosas poderosas llevan "una frente falsa hacia el mundo común".[46] Ahab odia la máscara tanto como la cosa misma.

#### Fedallah como eco
Una conexión sutil entre Ahab, Moby Dick y Fedallah se forma mediante las imágenes de la frente y la frente. Según Sweeney, Fedallah es "claramente una proyección externa de la propia depravación de Ahab" y al mismo tiempo un doble de lo que Ahab encuentra más malvado en la ballena. Fedallah es descrito varias veces usando imágenes "fantasmas" en el capítulo "El barco y la tripulación de Ahab. Fedallah". En el mito de Ovidio, Narciso tiene una contraparte aireada en la ninfa Eco, privada de habla, que sólo puede repetir los sonidos que escucha. El eco es un complemento auditivo a la reflexión visual y un presagio de la muerte de Narciso. Del mismo modo, Fedallah, que sólo dice lo que Ahab quiere oír, es un reflejo auditivo de la maldad de Ahab, de la cual Moby Dick es el reflejo visual. Fedallah presagia la muerte de Ahab.

## Recepción

### Crítica
Cuando el libro se publicó por primera vez, los críticos se centraron principalmente en Ahab y la ballena. Según George Ripley en la revista Harper's New Monthly de diciembre de 1851, Ahab "se convierte en víctima de una monomanía profunda y astuta; se cree predestinado a vengarse sangrientamente de su temible enemigo; lo persigue con una feroz y demoníaca energía de propósito". Ripley admira la creación de Ahab, quien "se abre ante nosotros con un poder maravilloso. Ejerce una fascinación salvaje y desconcertante por su naturaleza oscura y misteriosa".
Durante el redescubrimiento de Melville no hubo cambio de énfasis en Ahab y su lucha con la ballena. Durante las décadas de 1950 y 1960, los estudiosos de la literatura centraron su atención en la técnica narrativa y el punto de vista, lo que para los estudios de Melville significó que el foco de atención pasó de Ahab a Ismael.

## En la cultura popular

### Cine, televisión y vídeo.

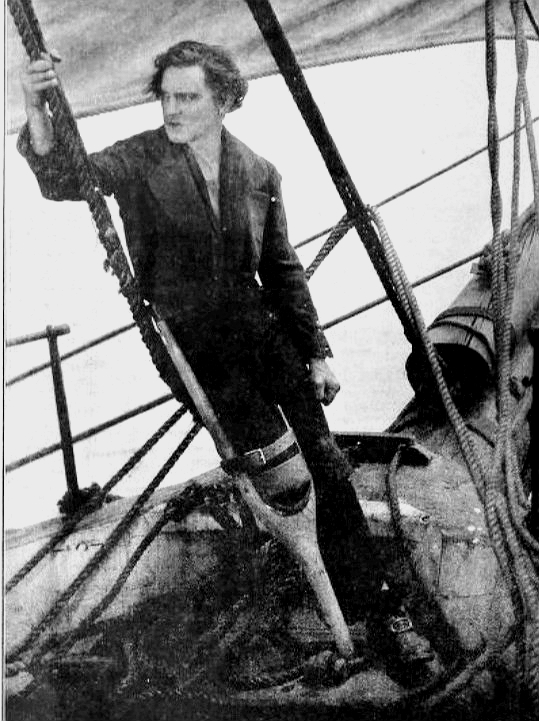
John Barrymore como Ahab Ceeley en La bestia marina

Las dos primeras adaptaciones cinematográficas muestran "la cirugía radical que Hollywood realizó en la obra maestra de Herman Melville". La primera fue una película muda, The Sea Beast, una romántica historia de amor en la que el personaje de Ahab (John Barrymore), se transforma en "un joven y apuesto marinero" un arponero de New Bedford que tiene poco en común. con Ahab, ni siquiera su nombre completo, que se extiende a Ahab Ceeley. Aunque en el libro Ahab ya perdió su pierna, en la película un "monstruo de papel maché tosco" se la arranca de un mordisco. Cuando la película se estrenó en Broadway, ganó 20.000 dólares a la semana y duró más que cualquier película de Warner hasta ese momento.
Barrymore también es Ahab en Moby Dick de 1930, esta vez con su voz. Ahab está "chillando de dolor" mientras el herrero del barco (llamado Mary-Ann ) sostiene una herramienta ardiente y con una hoja caliente contra su muñón. Una vez más, la ballena es sólo un medio para separar a los amantes. En otra desviación del libro, la novia de Ahab es la hija del ministro, Faith Mapple. Una vez más, se convirtió en un éxito de taquilla.
En 1955, Orson Welles interpretó a Ahab en una producción cinematográfica de su obra Moby Dick ensayado, sin embargo, esta película se considera perdida.
El tercer trabajo de Warner Brothers fue dirigido en 1956 por John Huston, con un guion de Ray Bradbury, el primer intento serio de seguir el libro. Completar el guion tomó un año, filmar otro año y editar y componer un tercer año. El Ahab de Gregory Peck es un "Lincoln severo y autoritario vestido de negro". Las críticas, por lo demás positivas, coincidieron en que Peck no era apto para el papel.
Ha habido dos versiones cinematográficas francesas deMoby Dick: Capitaine Achab (2004), con Frédéric Bonpart y Capitaine Achabin (2007) con Denis Lavant.
Ahab ha sido retratado en televisión, comenzando con la interpretación de Victor Jory en 1954 en el Hallmark Hall of Fame e incluyendo representaciones de Patrick Stewart en la miniserie de 1998 y William Hurt en la miniserie de 2011. En películas que se estrenaron directamente en vídeo, el capitán Ahab fue interpretado por Barry Bostwick en una reimaginación moderna de Moby Dick de 2010, y por Danny Glover en la película de 2011 Age of the Dragons, una reimaginación con temática de fantasía.
En Star Trek II: La ira de Khan (1982), la búsqueda del capitán Kirk por parte de Khan es central para el tema de la venganza de la película, y La ira de Khan deliberadamente toma prestado en gran medida de Moby Dick de Herman Melville. Para dejar claros los paralelos a los espectadores, Meyer añadió una copia visible de Moby Dick a la vivienda de Khan. Khan parafrasea liberalmente a Ahab con: "¡Lo perseguiré por las lunas de Nibia y por la vorágine de Antares y por las llamas de la perdición antes de entregarlo!". Khan cita la diatriba de Ahab al final de la novela palabra por palabra con sus últimas líneas: "Hasta el final lucho contigo; desde el corazón del infierno te apuñalo; por amor al odio, te escupo mi último aliento".  Ahab también aparece en la película posterior Star Trek: First Contact después de que la campaña vengativa del capitán Picard contra los Borg generara comparaciones con el personaje de Melville, dejando al actor Patrick Stewart parafraseando a Ahab mientras lamenta su propia preocupación por la venganza.
Captain Ahab: The Story of Dave Stieb es el título de un documental deportivo de cuatro partes de 2022 realizado por Jon Bois y Alex Rubenstein de Secret Base, sobre el lanzador de béisbol del mismo nombre. Bois y Rubenstein comparan la búsqueda de Stieb de un juego sin hits con la de Ahab persiguiendo a la ballena blanca. Stieb, que no participó en la producción del documental, también notó la similitud.

### Libros de historietas
Ahab aparece con bastante frecuencia en historietas y dibujos animados humorísticos. Sin esfuerzo se podría reunir una antología completa de este material (caricatura, viñetas mordazas, viñetas editoriales). La única tira que más a menudo se refiere a Melville es Peanuts de Charles Schulz. El supervillano futurista del cómic, Ahab, utiliza arpones.
Una aclamada versión de Moby Dick y Ahab fue realizada por el trío de artistas argentinos formado por Enrique Breccia, Leopoldo Durañona y Guillermo Saccomanno, que fue lanzada en formato de novela gráfica completa y recopilada en 1979.

### Juegos
En Metal Gear Solid V: The Phantom Pain, la historia de Venom Snake (inicialmente presentado como Ahab) también parece estar algo inspirada en el destino del capitán Ahab. Además, el helicóptero de transporte que utiliza habitualmente el jugador se conoce como Pequod.
En This Is the Police, el personaje principal Jack Boyd es frecuentemente comparado con Ahab.
El primer jefe del juego independiente Noitu Love 2, Mordecai Fluke, está basado en Ahab.

### Música
La canción "Beneath These Waves" (en el álbum de 2005 Touched by the Crimson King de la banda de metal Demons & Wizards) canta sobre la voluntad de venganza de Ahab.
La banda de metal alternativo Mastodon y su álbum Leviathan hacen referencia a él en una de sus canciones, estando el álbum basado en Moby Dick.
La banda alemana de doom metal Ahab lleva el nombre del personaje.
El cantante Bob Dylan hace referencia al personaje en su canción de 1965 "Bob Dylan's 115th Dream" del álbum Bringing It All Back Home.
El cantante Tom Waits también hace referencia al personaje en su canción "Shiver Me Timbers" de su álbum de 1974 The Heart of Saturday Night.
El álbum de 2010 de Elton John y Leon Russell, The Union, contiene una canción llamada "Hey Ahab" basada en el personaje.
El dúo de hip-hop Black Star menciona el hundimiento del barco de Ahab por parte de Moby Dick en la canción "Re:Definition" de su álbum de 1998 Mos Def & Talib Kweli Are Black Star.